# Цоцова къща
Цоцовата къща (на гръцки: Οικία Tσώτσου) е къща в град Лерин, Гърция.

## Местоположение
Къщата е разположена на улица „Мегалос Александрос“ № 120.

## История
Собственост е на Арети Цоцу.
В 1988 година къщата е обявена за паметник на културата.